# 세계대한프로태권도연맹
사단법인 세계프로태권도본부연맹(World Pro-Taekwondo Headquarters Federationn)은 대한민국 문화체육관광부 산하 비영리 사단법인으로 민법 제32조에 의해 설립되었다.
세계태권도 본부인 국기원에서 양성된 아마추어 태권도는 올림픽과 세계선수권 등 순수아마추어 무도종목의 스포츠로 큰 발전과 업적을 남기고 있다. 프로태권도는 제한된 규정에 의한 경기방식에서 보다 다양하고 고도화된 프로태권도 기술을 전 세계로 저변화하는 한편, 아마추어 태권도에서 프로태권도로 육성하여 태권도를 통한 직업의 다양성 확보와 국내외 각종 프로태권도 경기 개최 및 주관을 통한 한국을 대표하는 고유 무술인 태권도의 가치를 한층 더 높이고  이를 통하여 프로태권도인으로 부와 명예가 보장되는 프로태권도 세계본부로서 그 역할을 수행한다. 세계대한프로태권도연맹의 주요사업은 프로태권도 선수양성, 프로태권도 보급을 위한 기술교육 및 단증발급, 프로태권도 사범연수를 통한 각종 자격발행, 프로태권도 기술발전을 위한 연구와 관련 도서발행.

## 설립근거
민법 제32조 및 문화체육관광부 및 문화재청 소관 비영리법인의 설립 및 감독에 관한 규칙 제4조의 규정에 의한 체육법인으로 1990 사단법인 대한프로태권도연맹, 이후 세계대한프로태권도연맹으로 변경, 2022년 현 사단법인 세계프로태권도본부연맹으로 정관 및 명칭변경 설립 허가.

## 설립목적
1. 프로태권도 육성 및 발전에 관한 사항
2. 각종 프로태권도 대회 관련 무도대회 개최 및 주관사업
3. 프로태권도 단증 발행 및 관련 자격증 발급사업
4. 프로태권도 연구 및 관련 도서, 간행물 발간사업
5. 국내외 관련 단체들과의 교류사업
6. 프로태권도인의 복지향상에 관한 사업
7. 국가공익사업과 사회봉사

## 주요연혁
| 연도     | 내용 |
| -------- | --- |
| 1960년대 | 프로태권도 창시자 박영수 사범 및 신효균 사범의 프로태권도 신기술 개발 발표 |
| 1970년대 | 세계대한프로태권도 모체인 사회단체 한국프로태권도협회 설립 및 초대회장 공화당 원내총무 윤재명 국회의원 취임 |
| 1980년대 | 프로태권도 신기술 개발완료 및 전 세계 무도계 보급 및 기술교류 경찰청 프로태권도 기술 보급 |
| 1990년대 | 청와대 프로태권도 기술보급 육군사관학교 프로태권도 기술보급 공수특전단 프로태권도 기술보급 한국체육대학 등 후학양성을 위한 프로태권도 기술보급 |
| 1991년   | 민법 제32조에 의거 사단법인 대한프로태권도연맹 체육청소년부 장관 허가 제39호 법인 설립 이 후 1대회장 원민식 취임, 2대회장 신효균 취임, 3대회장 박영수 취임, 4대회장 이일성 취임, 5대회장 박영수 취임 핵심 인물 이영일 상임부회장(프로태권도 9단), 김태영 기획총괄 부회장(프로태권도 9단), 김희도 사무총장(프로태권도9단), 이준희 연수원장(프로태권도 9단), 박재룡 중앙회장(프로태권도 9단), 이동섭 명예총재(프로태권도 9단) |
| 2000년대 | 프로태권도 지도자연수 활성 세계대한프로태권도연맹 대표 시범단 창단 군·경 실전무술로 발전화 추진 및 보급 |
| 2010년대 | 법인 명칭 변경허가 사단법인 대한프로태권도연맹에서 사단법인 세계대한프로태권도연맹으로 변경허가 문화체육관광부 허가 변경 완료 이동섭 국회의원 명예총재 취임(현 국기원장) |
| 2020년대 | 해외 및 국내 일선 태권도지도자 프로태권도 기술연수 시행 연맹중앙연수원 국제사범 연수, 국제심판 연수, 국내 사범연수 및 승단심사 자격검정 시행 |

## 연맹조직
· 이사회
· 감사

### 임원진
· 연맹 회장
· 연맹 부회장
· 연맹 이사
· 연맹 감사

### 사무처
· 총괄 상임부회장, 기획총괄 부회장
· 사무총장
· 사무차장
· 기획차장
· 기심회의장

### 위원회
· 지도위원
· 자문위원
· 운영위원

### 분과위원회
홍보, 기획, 도장, 행정, 국제, 봉사, 교육, 재정, 시설, 의전, 경기, 심판, 심사, 진행, 협력, 미디어, 여성, 질서, 시범, 기록분과 등 20개 분과위원회